# Oklahoma City Blazers (CHL)
Die Oklahoma City Blazers waren eine US-amerikanische Eishockeymannschaft in Oklahoma City, Oklahoma. Das Team spielte von 1992 bis 2009 in der Central Hockey League.

## Geschichte
Die Oklahoma City Blazers wurden 1992 als Franchise der Central Hockey League gegründet. In dieser waren sie eines von sechs Gründungsmitgliedern. Gleich in der Premierenspielzeit, der Saison 1992/93 zogen sie erstmals in das Finale um den Miron Cup ein, unterlagen jedoch den Tulsa Oilers in der Best-of-Seven-Serie mit 1:4 Siegen. Ihre erfolgreichste Zeit hatte die Mannschaft von 1995 bis 2003, als sie in der regulären Saison jeweils Erster in der CHL bzw. der Western/Northwest und Northeast-Division wurden. In den Jahren 1996 und 2001 gewannen sie jeweils den Miron Cup. Zudem unterlagen sie in der Saison 1998/99 den Huntsville Channel Cats mit 2:4 in der Best-of-Seven-Serie. Aufgrund zu hoher Pachtgebühren für das Ford Center lösten die Verantwortlichen im Anschluss an die Saison 2008/09 das Franchise auf und stellten den Spielbetrieb ein. 
Vor den Oklahoma City Blazers gab es bereits ein gleichnamiges Franchise, dass zwischen 1965 und 1977 in der ursprünglichen Central Hockey League aktiv waren und nach dem die Blazers benannt wurden.

## Saisonstatistik
Abkürzungen: GP = Spiele, W = Siege, L = Niederlagen, T = Unentschieden, OTL = Niederlagen nach Overtime SOL = Niederlagen nach Shootout, Pts = Punkte, GF = Erzielte Tore, GA = Gegentore, PIM = Strafminuten
| Saison  | GP | W  | L  | T | OTL | SOL | Pts | GF  | GA  | Platz         | Playoffs                        |
| 1992/93 | 60 | 39 | 18 | 3 | —   | —   | 81  | 291 | 232 | 1., CHL       | Niederlage im Finale            |
| 1993/94 | 64 | 35 | 23 | 6 | —   | —   | 76  | 260 | 246 | 3., CHL       | Niederlage in der ersten Runde  |
| 1994/95 | 66 | 34 | 23 | 9 | —   | —   | 77  | 274 | 267 | 4., CHL       | Niederlage in der ersten Runde  |
| 1995/96 | 64 | 47 | 13 | 4 | —   | —   | 98  | 327 | 224 | 1., CHL       | Miron Cup                       |
| 1996/97 | 66 | 48 | 12 | 6 | —   | —   | 102 | 307 | 200 | 1., Western   | Niederlage in der ersten Runde  |
| 1997/98 | 70 | 48 | 19 | 3 | —   | —   | 99  | 319 | 237 | 1., Western   | Niederlage in der zweiten Runde |
| 1998/99 | 70 | 49 | 19 | — | 2   | —   | 100 | 322 | 203 | 1., Western   | Niederlage im Finale            |
| 1999/00 | 70 | 39 | 24 | — | 7   | —   | 85  | 248 | 220 | 1., Western   | Niederlage in der zweiten Runde |
| 2000/01 | 70 | 48 | 19 | — | 3   | —   | 99  | 273 | 185 | 1., Western   | Miron Cup                       |
| 2001/02 | 64 | 35 | 22 | — | 7   | —   | 77  | 236 | 203 | 1., Northwest | Niederlage in der ersten Runde  |
| 2002/03 | 64 | 37 | 20 | — | 7   | —   | 81  | 225 | 196 | 1., Northwest | Niederlage in der ersten Runde  |
| 2003/04 | 64 | 29 | 28 | — | 7   | —   | 65  | 176 | 194 | 5., Northwest | nicht qualifiziert              |
| 2004/05 | 70 | 27 | 22 | — | 11  | —   | 65  | 187 | 180 | 3., Northeast | nicht qualifiziert              |
| 2005/06 | 60 | 35 | 24 | — | 5   | —   | 75  | 233 | 215 | 3., Northwest | Niederlage in der ersten Runde  |
| 2006/07 | 64 | 35 | 21 | — | 8   | —   | 78  | 211 | 214 | 2., Northwest | Niederlage in der zweiten Runde |
| 2007/08 | 64 | 28 | 30 | — | 6   | —   | 62  | 188 | 193 | 3., Northwest | nicht qualifiziert              |
| 2008/09 | 64 | 39 | 18 | — | 7   | —   | 85  | 202 | 158 | 2., Northeast | Niederlage in der zweiten Runde |

## Bekannte Spieler
- Cam Severson
- Björn Leonhardt
- Viktors Ignatjevs
- Garrett Festerling
- Gregor Baumgartner

## Team-Rekorde

### Karriererekorde
Spiele: 708  Joe Burton
Tore: 565  Joe Burton
Assists: 527  Hardy Sauter
Punkte: 985  Joe Burton
Strafminuten: 1209  Tyler Fleck